# Maria Bertelsen
Maria Bertelsen (født 9. februar 2002 i Herning) er en cykelrytter fra Danmark, der er senest kørte for Team Rytger p/b Carl Ras.